# Мост изнад Мале ријеке
Мост изнад Мале ријеке је највиши железнички мост у Европи и други у свету. Налази се око 20 km северно од Подгорице, према Колашину, на прузи Београд—Бар.
Дужина моста је 498,8 m, висина 200 m, а радови на изградњи су трајали 4 године (1969—1973, према Њујорк тајмсу, мост је завршен 8. децембра 1972.). У стубове је уграђено 23.000 m³ бетона, а челична конструкција је тежине 25.000 t.

## Висина
Мост је од свог настанка па до 2001. године, када је изграђен Железнички мост преко Бајпенџианг реке у Кини, био највиши железнички мост на свету. На другом месту ће се задржати до 2015. године када ће бити завршен железнички мост преко реке Ченаб у Индији и тада ће бити трећи у свету. Занимљиво је то да ће и поред ова два моста остати највиши железнички вијадукт на свету с обзиром на то да су ови мостови лучки.